# Colobogaster goryi
Colobogaster goryi es una especie de escarabajo del género Colobogaster, familia Buprestidae. Fue descrita científicamente por Obenberger en 1934.